# Saint-Couat-d'Aude
Saint-Couat-d'Aude is een gemeente in het Franse departement Aude (regio Occitanie) en telt 341 inwoners (2004). De plaats maakt deel uit van het arrondissement Carcassonne.

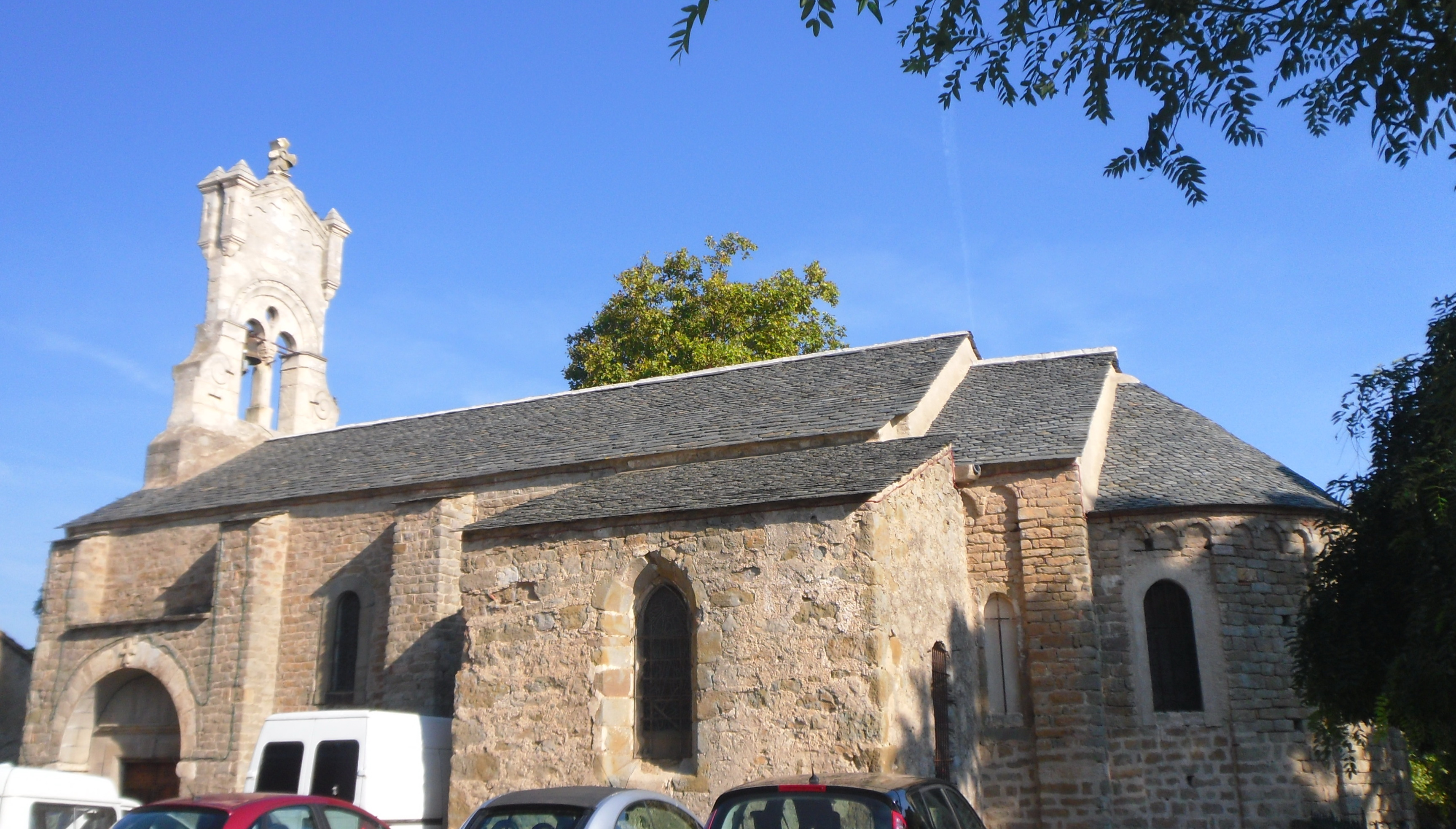
Saint-Cucufatkerk in Saint-Couat-d'Aude

## Geografie
De oppervlakte van Saint-Couat-d'Aude bedraagt 5,4 km2, de bevolkingsdichtheid is 63,1 inwoners per km2

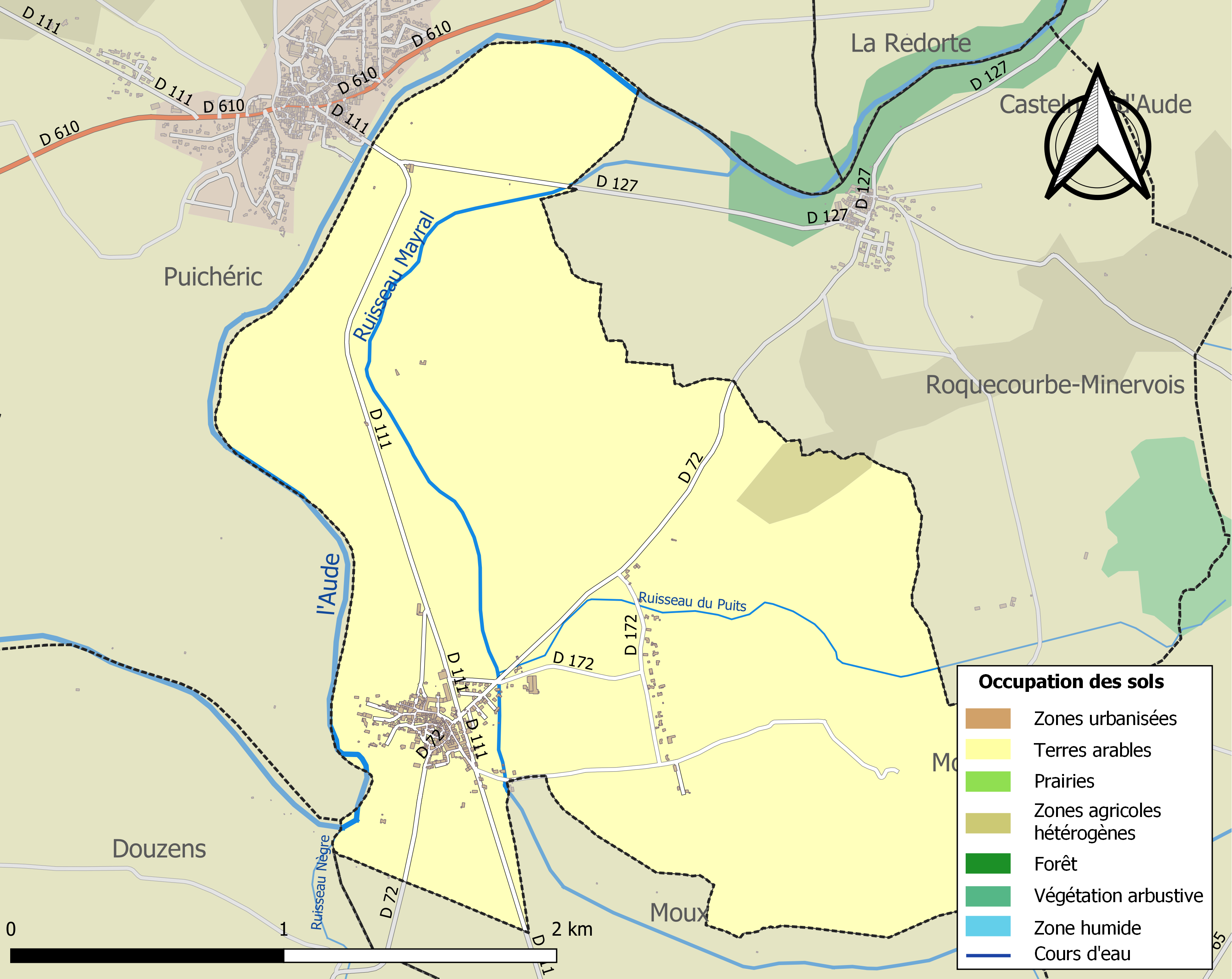
Kaart van de gemeente met de belangrijkste infrastructuur, bodemgebruik en omliggende gemeenten

## Demografie
Onderstaande figuur toont het verloop van het inwonertal (bron: INSEE-tellingen).
Vanwege een beveiligingsprobleem met de MediaWiki Graph-software is het momenteel niet mogelijk deze grafiek weer te geven. Zodra de software is bijgewerkt zal de grafiek vanzelf weer zichtbaar worden.